# Płaskotka rozlana

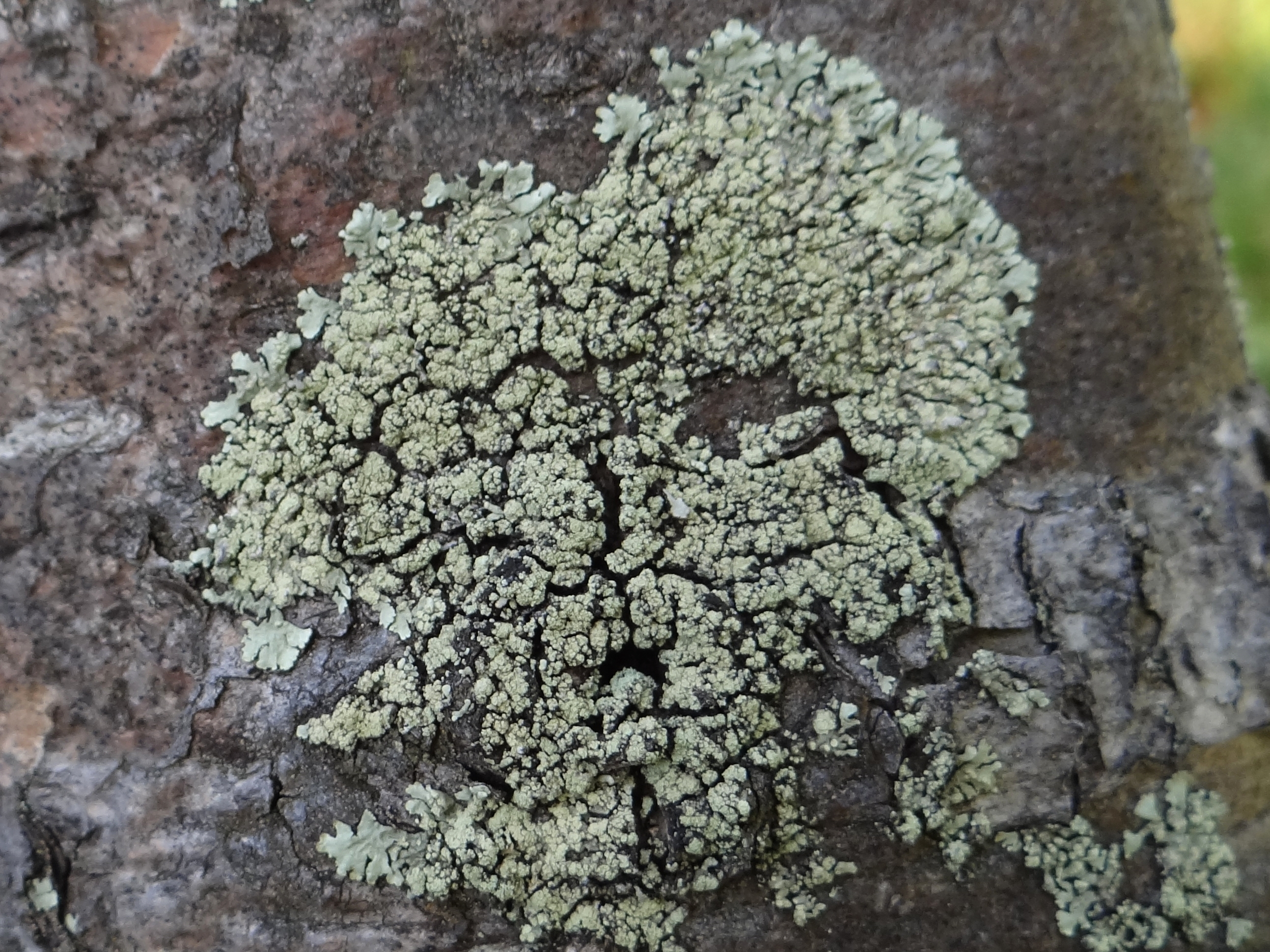
Czasami soralia pokrywają niemal całą plechę

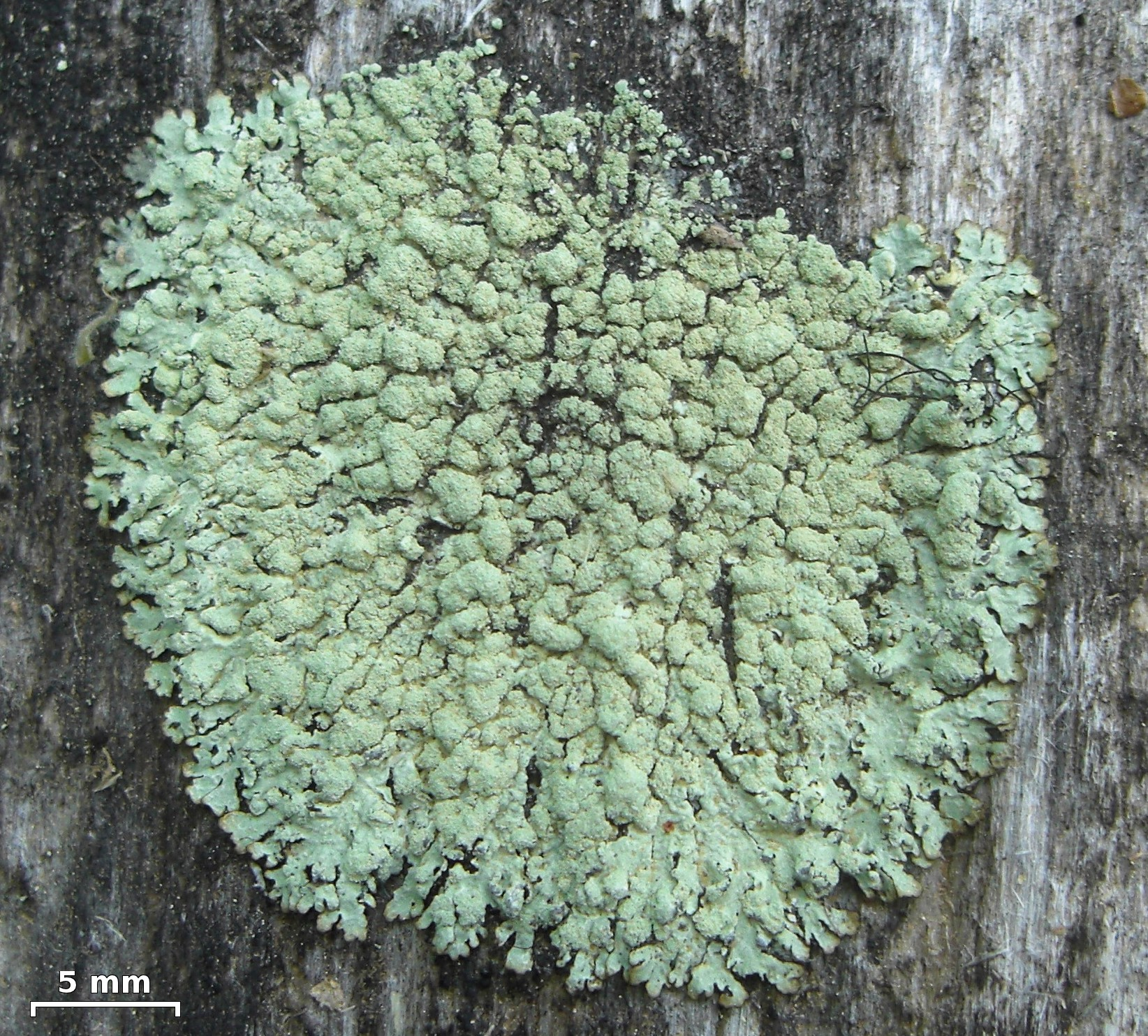

Płaskotka rozlana (Parmeliopsis ambigua (Wulfen) Nyl.) – gatunek grzybów z rodziny tarczownicowatych (Parmeliaceae). Ze względu na współżycie z glonami zaliczany jest do porostów.

## Systematyka i nazewnictwo
Pozycja w klasyfikacji według Index Fungorum: Parmeliopsis, Parmeliaceae, Lecanorales, Lecanoromycetidae, Lecanoromycetes, Pezizomycotina, Ascomycota, Fungi.
Po raz pierwszy takson ten zdiagnozował w 1791 r. Franz Xaver von Wulfen nadając mu nazwę Lichen ambiguus. Obecną, uznaną przez Index Fungorum nazwę nadał mu w 1863 r. William Nylander, przenosząc go do rodzaju Parmeliopsis. Jest gatunkiem typowym tego rodzaju.
Synonimy nazwy naukowej:
- Foraminella ambigua (Wulfen) S.L.F. Mey. 1982
- Lichen ambiguus Wulfen 1791
- Lobaria ambigua (Wulfen) Hoffm. 1796
- Parmelia ambigua (Wulfen) Ach. 1803
- Parmelia viridosoredians Elix 1981
- Placodium ambiguum (Wulfen) Frege 1812

Nazwa polska według W. Fałtynowicza.

## Charakterystyka
Tworzy listkowatą i zazwyczaj kolistą plechę o średnicy 2–6 cm, ściśle przylegającą do podłoża. Często sąsiednie plechy zlewają się z sobą. Górna powierzchnia plechy ma barwę słomkowożółtą, żółtozieloną, lub szarozieloną, jest matowa, gładka i płaska. Jest głęboko, dichonomicznie rozgałęziona, jej odcinki mają długość 2–6 mm, szerokość 0,5–1,5 mm i brzegami stykają się, lub nieco zachodzą na siebie. Końcowe odcinki plechy są równowąskie lub poszerzone, często odcinki te na obrzeżach plechy mają brązowawy kolor. Martwe plechy stają się czarne. Charakterystyczną cechą jest występowanie dużej ilości dużych, główkowatych soraliów o żółtawej barwie. Powstają w nich proszkowate urwistki o żółtej lub żółtozielonkawej barwie. Czasami soralia te, zwłaszcza w środku plechy zlewają się z sobą, czasami niemal cała plecha pokryta jest soraliami.
Plecha jest heteromeryczna i zawiera glony protokokkoidalne. Kora górna ma grubość 10–20 μm, rdzeń ma taką sama grubość, jest biały, luźny, czasem słabo rozwinięty. Strzępki mają  grubość 2–4 μm.
Owocniki typu lekanorowego apotecjum występują bardzo rzadko. Mają średnicę 1–2 mm, są koliste, siedzące lub na krótkich trzoneczkach. Mają ciemnobrunatne tarczki i trwały, cienki brzeżek  plechowy. W jednym worku powstaje po 8 jednokomórkowych, bezbarwnych zarodników o elipsowatym kształcie i rozmiarach 7–11 × 2,5–3 μm. Pyknidy występują rzadko, powstają w nich sierpowate pykniospory o rozmiarach 12–18 (–22) × 0,5–1 μm.
Reakcje barwne: górna kora K- lub lekko żółty +, C-. KC + żółty, P-, UV; Rdzeń P, K, KC-, C, UV + biały. Kwasy porostowe: w korze występuje kwas usninowy i śladowe ilości atranorinu, w rdzeniu kwas diwarikatowy i kwas nordiwarikatowy.

## Występowanie i siedlisko
Występuje na wszystkich kontynentach i wielu wyspach półkuli północnej. Na półkuli południowej opisano jego występowanie tylko w Australii. Występuje w całej Europie, na północy sięga po archipelag Svalbard i Grenlandię. W Polsce występuje na obszarze całego kraju.
Rośnie na korze drzew, zazwyczaj szpilkowych, rzadziej liściastych. Czasami spotykany jest także na drewnie i rzadko na skałach. Często występuje w dolnej części pni drzew i u ich podstawy, rzadko tylko na gałęziach. W latach 2004–2014 znajdował się na liście porostów ściśle chronionych. Od października 2014 r. nie podlega już ochronie gatunkowej.